# الرفقة

تعديل مصدري - تعديل

الرفقة هي إحدى قرى عزلة القارة بمديرية رصد التابعة لمحافظة أبين، بلغ تعداد سكانها 87 نسمة حسب تعداد اليمن لعام 2004.